# 迷離境界
《迷離境界》（英語：The Twilight Zone）是由洛德·瑟林（Rod Serling）所創作的美國電視劇集。每集均為互無關聯的獨立故事，內容有不同類型，包括心理恐怖、幻想、科幻、懸疑和心理驚悚，並經常以一個可怕或大逆轉劇情作為結束，同時也會帶出一定的警世寓意。此劇十分受歡迎，成為許多美國人認識科普小說和幻想世界的導引。
迷離境界遵循早期電視節目的傳統成功模式，像《未來故事》（1951年 - 1953年）（跟迷離境界同樣改編了李維士·帕吉特（Lewis Padgett）的短篇科幻小說 《你需要什麼》）和《科幻劇場》（1955年-1957年）；電台廣播劇如《The Weird Circle》、《Dimension X》和《X Minus One》，以及著名電台廣播劇編劇及播導諾曼·科溫（Norman Corwin）（瑟林從他的電台工作得到啟發）一樣。迷離境界系列的成功促成了電影、電台廣播、漫畫、雜誌，以及各種類型的相關產品，橫跨50年，還有包括兩個“再生”電視系列。第一次在80年代中期於CBS電視台播出，第二次從2002年到2003年於联合派拉蒙电视网上播放。

## 電視歷史
| 系列                          | 季數 | 季數     | 集數     | 播映期間         | 播映期間         | 播映期間         | 旁白者           |
| 系列                          | 季數 | 季數     | 集數     | 開始日期         | 結束日期         | 網絡             | 旁白者           |
| ----------------------------- | ---- | -------- | -------- | ---------------- | ---------------- | ---------------- | ---------------- |
| 迷離境界 (1959)               |      | 概念集   | 概念集   | 1958年11月24日年 | 1958年11月24日年 | CBS              | 洛德·瑟林        |
| 迷離境界 (1959)               |      | 1        | 36       | 1959年10月2日年  | 1960年7月1日年   | CBS              | 洛德·瑟林        |
| 迷離境界 (1959)               |      | 2        | 29       | 1960年9月30日年  | 1961年6月2日年   | CBS              | 洛德·瑟林        |
| 迷離境界 (1959)               |      | 3        | 37       | 1961年9月15日年  | 1962年6月1日年   | CBS              | 洛德·瑟林        |
| 迷離境界 (1959)               |      | 4        | 18       | 1963年1月3日年   | 1963年5月23日年  | CBS              | 洛德·瑟林        |
| 迷離境界 (1959)               |      | 5        | 36       | 1963年9月27日年  | 1964年6月19日年  | CBS              | 洛德·瑟林        |
| 迷離境界 : 電影               |      | 電影     | 電影     | 1983年6月24日    | 1983年6月24日    | 電影院           | 布吉斯·梅迪斯    |
| 迷離境界 (1985)               |      | 1        | 24       | 1985年9月27日年  | 1986年4月11日年  | CBS              | 查爾斯·艾德曼    |
| 迷離境界 (1985)               |      | 2        | 11       | 1986年9月27日年  | 1987年7月17日年  | CBS              | 查爾斯·艾德曼    |
| 迷離境界 (1985)               |      | 3        | 30       | 1988年9月24日年  | 1989年4月15日年  | 廣播聯賣         | 羅賓·沃德        |
| 迷離境界 : 洛德瑟林的遺失經典 |      | 電視電影 | 電視電影 | 1994年5月19日    | 1994年5月19日    | CBS              | 詹姆斯·厄爾·瓊斯 |
| 迷離境界 (2002 電視劇)        |      | 1        | 43       | 2002年9月18日年  | 2003年5月21日年  | 联合派拉蒙电视网 | 科力士·韋德加    |
| 迷離境界 (2019 電視劇)        |      | 1        | 10       | 2019年4月1日年   | 2019年5月30日年  | CBS 全通行       | 喬登·皮爾        |
| 迷離境界 (2019 電視劇)        |      | 2        | 10       | 2020年6月25日年  | 2020年6月25日年  | CBS 全通行       | 喬登·皮爾        |

### 背景
洛德·瑟林早在兒童時已是通俗怪異小說的粉絲。成年後，他探求有關種族主義、政府、戰爭、社會和普遍人性的話題。瑟林於是將這兩股有趣結合起來，透過電視去帶出這些當時不常受到關注的議題。
在整個50年代，瑟林建立了自己作為電視中最受歡迎的名字之一。他之所以聞名，是因為他所編寫的電視劇經常批判媒體而受到限制。他最憤怒的投訴就是涉及審查，瑟林口中常投訴這些審查是由贊助商和網絡造成的。“我不容許我的參議員與我討論任何當前或壓迫的問題”。在他的1957年一部意圖探討當代政治的製作《競技場》中有這說法：“談論關稅，就要與共和黨人同一陣線；談論勞工，即建議由民主黨去控制；說一個與當前政治局勢密切相關的事情是絕對禁止的。”

### 《時間元素》(1958)
CBS在1958年購買了一個由瑟林編寫的電視故事，瑟林希望這故事能成為一個每週選集系列的預播版本。這預播版本《時間元素》標誌著瑟林首次進入科幻的領域。

#### 劇情
在第二次世界大戰結束了幾年後，一位名叫彼得·詹森（威廉·布萊德（William Bendix）飾演）的人拜訪了精神分析師吉莱斯皮（Gillespie）博士（馬丁·巴薩姆（Martin Balsam）飾演）。詹森告訴博士：他反覆做著同一個夢，夢中他試圖在珍珠港被襲之前警告當地人珍珠港將受到偷襲，但警告被眾人忽視。詹森相信夢境是真實的，每天晚上他總是回到1941年。吉萊斯皮博士堅持認為基於時間悖論的本質，時間旅行是不可能的。在吉萊斯皮博士的沙發上，詹森又一次睡著了，夢到日本飛機把他射殺。回到吉萊斯皮博士的辦公室裡，上面本來躺有詹森的沙發現在是空的。吉萊斯皮博士去了一家酒吧，在那裡，他在牆上找到詹森的照片。酒保告訴吉萊斯皮博士，他曾經在那裡招待過詹森，但他在珍珠港襲擊時被殺。

#### 製作
在《時間元素》劇本中，瑟林描劃了一些特有的基本元素，這些基本元素日後在劇集系列中都會出現：即科幻或幻想主題、開始和結束加有獨白、以及出人意表的結局。雖然CBS即時購買了《時間元素》，但又無限期擱置採用。
後來，Westinghouse Desilu Playhouse劇場的新監製伯特·葛蘭（Bert Granet）在CBS的存庫尋找一個瑟林的原始劇本加進他的節目中，用以提高節目知名度時，發現了《時間元素》。《時間元素》（由德西·阿南茲（Desi Arnaz）介紹）於1958年11月24日首次播出，吸引了絕大多數電視觀眾和評論家。“紐約時報的傑克·古爾德（Jack Gould）表示：”瑟林先生的對話的幽默和誠意，使《時間元素》從頭到尾都具有娛樂性。超過 6000 封讚美信浸沒了葛蘭的辦公室。CBS相信以此為本的故事系列可以成功，於是CBS再次開始與瑟林討論製作《迷離境界》的可行性。《大家都去哪了？》被採用為預播劇集，該項計劃於1959年初正式向公眾公佈。而《時間元素》就再沒有在電視上播放，直到1996年在新有線頻道TVLand的一次全晚突擊試播當中才再次播出。它在意大利DVD盒裝集合標題為（在現實的邊緣 - 失落的寶藏）。2010年9月14日發布了以原裝Desilu Playhouse製作、重新修復高清藍光特別版本套裝的第一季《迷離境界》。

### 《迷離境界》 (1959–1964)
《迷離境界》系列是由瑟林擁有並命名的卡尤加製作公司（Cayuga Productions, Inc.）製作。公司名字顯示了瑟林在紐約州中部的背景，瑟林就讀的伊薩卡學院（Ithaca College）正位於卡尤加湖上。
除了編寫或修改了近整個劇集系列的三分之二的瑟林外，《迷離境界》的其他的作者包括了主要作者，如查爾斯·博蒙特、雷·布萊伯利、小厄爾·哈姆納（Earl Hamner, Jr.）、喬治·克萊頓·莊遜（George Clayton Johnson）、李察·麥森、雷金納德·路斯（Reginald Rose）和謝利·佐爾（Jerry Sohl）。除此之外，《迷離境界》還將不少作家如安布罗斯·比尔斯、杰羅姆·比克斯比（Jerome Bixby）、戴蒙·奈特（Damon Knight）、約翰·科勒爾（John Collier）及李維士·帕吉特（Lewis Padgett）等人的經典故事重新改編。
《迷離境界》的作者經常使用科幻題材作為對社會評論的載體，因為網絡和贊助商通常只會對直播劇集上有爭議的內容作出審查，而看似無害的幻想和科幻故事則不太關心。《迷離境界》常出現的主題包括核戰爭、麥卡錫主義和集體歇斯底里。這些都是在電視黃金時段上會避開的主題。例如《他活著》或《怪物在楓樹街上》是對當前事件和社會問題的具體評論。其他故事，如《面具》、《我的精靈夢》或《丹頓先生在末日》是寓託、比喻或寓言，反映了人物的道德和哲學的選擇。
儘管瑟林在寫作界受到尊重，他發現自己所創作的系列很難賣出，有些評論認為科幻小說可以超越空逃主義，進入成年人的戲劇世界。在1959年9月22日，迈克·华莱士採訪了瑟林，問了一個反映當時情況的問題：“……顯然，你在《迷離境界》工作如此之久，基本上，在現在和可預見的將來，你已經放棄了為電視創作任何重要的東西，對吧？”據說瑟林對於出鏡接受訪問感到焦慮，是被說服必須在攝錄機前出現的。而瑟林的表現成為在該節目其中一次別具特色的訪問，此片段到今天仍受到廣泛的模仿。瑟林經常出現在劇集之中，通常演員對他在場是要表現出若無其事的。但在一次罕有的情況，各人都意識到他的存在：在《自己的世界》一集中，飾演劇作家的基南·懷恩（Keenan Wynn）運用他的權力，改變了原來塞林擔任旁述的角色，並即時令瑟林在螢光幕前消失。
在第二季，由於預算限制，網絡決定不顧瑟林的願望，為降低成本，本用菲林攝製的改用录影带拍攝了某些集數。可是必須用多鏡頭的拍攝模式下，影帶攝錄機嚴重限制了故事情節可發展的領域，實驗在僅僅攝製了六集（《二十二》、《靜態》、《全部真相》、《遲來的時刻》、《溫順的夜》和《長途電話》）後就擱置了。
最早的系列包共156集。第1季到第3季（1959年-1962年）的每集長30分鐘。第4季（1962年-1963年）改為一小時的劇集。 第5季（1963年-1964年）回復30分鐘格式。

### 第一次再生 (1985-1989)
瑟林決定把他擁有《迷離境界》系列的股份賣回給網絡，最終促成了《迷離境界》的再生。作為一個可以自己製作的公司，CBS的立場認為，內部攝製新系列的《迷離境界》比購買外面製作所賺取的會更多。即使如此，網絡考慮《迷離境界》再生的進度緩慢，但又拒絕了瑟林和畢·霍頓（Buck Houghton）的原來製作團隊以及後來的美國電影製作人弗朗西斯·科波拉提出製作新一季迷離境界的建議。
CBS在1984年，在當時的戲劇發展副總裁卡拉·勝加（Carla Singer）的監督下，給新一輯的《迷離境界》開了綠燈。雖然劇集不及原先系列的人氣，但是有些集數獲得了極大的讚譽，特別是艾倫·布倫納特（Allan Brennert）所寫的愛情故事《她的朝聖者的靈魂》。為了對原來系列的致敬，片頭放入了瑟林模糊的影像。
有四集是翻拍原來版本的，包括《溫順的夜》、《影子戲夢》、《時光過後》和《撞球遊戲》，而《已故女人的鞋子》是改編《已故男人的鞋子》。跟原來的系列及第二季不同，這個系列在片頭之後並沒有開場獨白。此外，旁白只有人聲，旁述者從不出現在螢幕上。

### 洛德·瑟林遺留的經典 (1994)
在20世紀90年代初，李察·麥森和瑟林的遺孀卡露·塞林（Carol Serling）為《迷離境界》兩小時的電視電影製作了一個大綱，該電影是麥森特意將瑟林三個尚未拍攝的短篇故事改編的。這個製作概念被CBS拒絕，直到1994年初，當卡露·塞林在車房翻找時發現一個完整的拍攝劇本《死者之地》，這是她丈夫的遺作。瑟林太太向製片米高·奧哈拉（Michael O'Hara）和羅蘭士·霍羅威茨（Laurence Horowitz）展示了被遺忘的劇本，他們對此明顯被打動了。奧哈拉回憶說：“我有一堆劇本，通常會先放一會才閱讀，但我立刻著手閱讀這個劇本，讀了30頁後，我呼叫我的伙伴說：我喜歡它。這是純粹的想像力，一時之作，文筆精彩—但有些人可能會說冗長。如果沒有瑟林的名字在它上面，它就沒有機會被採用。”
CBS期望利用瑟林作為著名作家的地位，將《死者之地》連同麥森所改編的《劇院》兩劇一起製作，這部兩小時電影於1994年5月19日晚上以《迷離境界：瑟林失落的經典》名稱首映。標題顯示是一個誤導，因為這兩個故事都是在《迷離境界》停播之後很久才被構思出來的，寫作的時侯正是塞林逝世前幾個月。《死者之地》主角帕特里克·伯金（Patrick Bergin）是一位19世紀的醫生，他無意中發現了一個瘋狂科學家的不朽醫學實驗。《劇院》講述艾米·歐文（Amy Irving）和加里·科爾（Gary Cole）夫婦觀看電影，他們發現電影中的內容是自己過去及將來的生活。詹姆斯·厄爾·瓊斯（James Earl Jones）擔任開場和結束的敘述。
外界對本片反應不一。《Gannett News Service》將其描述為“緊湊和風格獨特，可以用作提醒大家，當精英演員被給予偉大的語句時會發生什麼”。《今日美國》就沒有什那麼受感動，甚至暗示塞林太太“應該把這兩個未出版的平庸故事留在她原先找到的車房中”。最終，電影評級證明不足以讓麥森所改編另外的三個劇本可以拍成續集。

### 第二次再生 (2002-2003)
在2002年，聯合派拉蒙電視網意圖令《迷離境界》第二次的復興，主持是科力士·韋德加（Forest Whitaker）。以一小時形式播放兩個半小時的故事，播出一個季度後就被取消了。
《它仍然是一個好的生活》是《這是一個好的生活》的續集，《怪物在楓樹街》是改編《怪物將在楓樹街》，《眼睛的旁觀者》是翻拍原來的系列的一集，故字幕上塞林仍然是作者。

### 第三次再生 (2019-2020)
2012年12月，據報導布莱恩·辛格為CBS電視製作公司籌劃和執行製作第三次《迷離境界》的再生。該系列的作家尚未擬定，而劇集亦未被推廣到任何網絡。據報導，播放原始系列和第一次再生的CBS對此感興趣。2013年2月，辛格告訴《TG Daily》該項目仍在籌劃中，他希望執導該再生系列的預播片，並且已經有了演員的名單。緊接著的一個月，他告訴IGN，正與跟他以前工作過的一位作家商討加入事宜，這名作家對原來的系列和計劃中的再生抱有“熱情”。
2016年2月，報導指出肯·萊文將編寫和執導再生系列的預播片。據報導，這一系列將會是互動式的。據報導，2017 年 11 月，喬登·皮爾正在為流媒體服務 CBS 全通行 (CBS All Access) 籌劃該系列的重啟版，馬可·拉米雷斯 (Marco Ramirez) 有可能擔任節目主持人。 2017 年 12 月，CBS All Access 預購了第四集《迷離境界》系列。並宣布該系列將由CBS 電視工作室與猴子爪製作 (Monkeypaw Productions) 和 Genre Films 聯合製作。 喬登·皮爾、馬可·拉米雷斯 和 賽門·金柏格 (Simon Kinberg) 將擔任該系列和首播集的聯合執行監製。溫·羅森菲爾德 (Win Rosenfeld) 和柯德莉·全 (Audrey Chon) 亦會擔任執行監製。2018 年 9 月，官方透露皮爾將會是新的主持人和旁白，並發布了新的開場片頭。該系列於 2019 年 4 月 1 日首播。
新一季第二集《30,000 英尺的噩夢》來自第一季的第五集《20,000 英尺的噩夢》。第 2 季最後一集《你可能也喜歡》以卡納米特 (Kanamit) 為特點，他們首次在第一個系列的第 3 季《為人服務》這一集中出現過。2021 年 2 月 24 日，CBS All Access 在兩個季度後終止了該系列。

## 其他媒介

### 電影
《迷離境界》1983年電影版是由史提芬·史匹堡所製作的故事片。演員包括丹·艾克萊、艾伯特·布魯克斯（Albert Brooks）、尊·力高（John Lithgow）以及已故的維克·莫羅和史卡特曼·克洛瑟斯（Scatman Crothers）。
這部電影重塑了原來系列中經典劇的三集，以及一個原創故事。約翰·蘭迪斯（John Landis）執導了序言和第一段故事，史匹堡是第二段的導演，喬·丹特（Joe Dante）執導第三段，乔治·米勒則執導最後的一段。其中蘭迪斯的那一段在拍攝期間發生了嚴重的直升機事故，令莫羅和兩名童星身亡。

#### 籌劃中的電影
演員里安納度·狄卡比奧計劃與华纳兄弟製作一部新電影，點明《迷離境界》是他最喜歡的電視劇。不像第一部的電影，這次會是一個選集電影，將會有龐大預算，充滿特技的故事系列，大概會以系列中的經典集數，如《眼睛的持有人》、《服務人類》或任何92個華納兄弟擁有洛德·塞林所寫的劇本為藍本。劇本透露了當中的一個情節，講述一個飛行員經時間旅行到了1996年後的未來。《末世凶煞》導演馬特·里維斯於 2011 年簽約執導這部電影，但在2012年離開而去執導《猿人爭霸戰：猩凶崛起》。在2013年8月16日，宣布會由約瑟夫·科金斯基執導。而製作室聘請了阿隆·艾利·科萊特（Aron Eli Coleite）為這部電影寫劇本，雖然並不再是一個選集，但是會到用《迷離境界》領域中的各種元素。

### 遊戲
1964年，在《迷離境界》劇集最受歡迎的時候，Ideal Toy Company 發布了一個版圖遊戲 —《迷離境界》遊戲。 遊戲包括紙板棋盤、四個顏色棋子、轉盤和12門紙咭。
1988年，Gigabit Systems為Amiga和PC出版了一個《迷離境界》文字冒險電視遊戲。遊戲有各種各樣的問題由玩家去解決。
1992年3月，Midway Games推出了一款以《迷離境界》電視劇為主題的闊身彈珠遊戲機。成為該公司繼《愛登士家庭》彈珠遊戲之後歷來最暢銷的彈珠機。Idway Games給設計師帕特·勞倫（Pat Lawlor）主導遊戲的創作，遊戲採用丹麥搖滾樂隊金耳環（Golden Earring）1982年的歌曲《迷離境界》作為其主題曲。該遊戲共售出15,235台。
2014年9月17日，Legacy Interactive連同Spark Plug Games發布了一個以《迷離境界》為本的輕鬆冒險遊戲。

### 文學
塞林將他的幾個劇本原稿寫成小說選集發表在《迷離境界的選集故事》（1960年）、《更多的迷離境界故事》（1961年）和《迷離境界的新故事》（1962年）。這些都被重印了幾次，包括在一個合訂本，《迷離境界：完整的故事》（1980年）。
1995年，DAW Books出版了選集《迷離境界之旅程》（由塞林編輯的16個故事，包括塞林的《建議》）、《回到迷離境界》（由塞林編輯的18個故事，包括塞林的《唯一倖存者》) ，以及《迷離境界中冒險》（由塞林編輯的24個故事，包括塞林的《林德曼的捕捉》）。
2009年9月，Tor Books出版了《迷離境界：19個最初的故事五十週年紀念》，標誌著該系列的50週年。此版包含20位作家的故事，如羅伯特·勞倫斯·斯坦和提摩西·桑（Timothy Zahn），並由塞林太太寫引言。

#### 漫畫書
西方出版社（Western Publishing）也曾出版了一部《迷離境界》漫畫書。起初是戴爾漫畫（Dell Comics）出版了四輯，第一輯在1961年出版及另外三輯在1962年出版。首兩輯是刊登在長壽漫畫雜誌四色（Four Color）之內，發行期號分別是1173和1288。其後的兩輯戴爾漫畫則以單行本形式發行，編號為01-860-207和12-860-210（內部編號為 01-860-210）。然後西方出版社以旗下的金鑰匙（Gold Key）名義重新出版正式的第1期《迷離境界》，從1962年到1979年共有92期，最後一期於1982年出版。
又有幾個故事在金鑰匙出版的《神秘漫畫文摘》（Mystery Comic Digest）中重現，故事名稱在封面上的標題出現。眾多漫畫家都有參與製作，包括傑克·斯帕林（Jack Sparling）、里德·克蘭德爾（Reed Crandall）、李·伊利亞斯（Lee Elias）、喬治·埃文斯（George Evans）、拉斯·瓊斯（Russ Jones）、喬·奧蘭多（Joe Orlando）、傑里·羅賓遜（Jerry Robinson）、邁克·塞科斯基（Mike Sekowsky）、丹·斯皮格爾（Dan Spiegle）、弗蘭克·索恩（Frank Thorne）和亞歷克斯·托特（Alex Toth）。
1990年，NOW Comics使用1985年電視再生版的標誌出版了一輯新的漫畫系列。出版商非常努力地簽下了已成名的科幻作家，包括哈倫·埃利森，改編了他的故事《瘋狂如三明治的湯》。
2008至2009年，薩凡納藝術設計學院的學生與Walker＆Co.合作，根據八集的《迷離境界》創作了視覺文學。前四個作品《行走距離》、《時光過後》、《怪物將在楓樹街》及《航機33號之旅》於2011年12月發布。其餘四個分別是《午夜太陽》、《死亡頭目》、《高大的願望》、《真正的火星人會否站出來？》。
漫畫出版商Dynamite娛樂公司從2013年12月營運了多期系列故事。由约瑟夫·迈克尔·斯特拉日恩斯基編寫了多期系列作品，美術就由古尤·維蘭路華（Guiu Vilanova）負責。

### 音樂

#### 電視系列
- 伯纳德·赫尔曼編寫第一季主題的陰沉音樂。其他對原本的電視劇集音樂作出貢獻的有杰里·戈德史密斯、利拿達·羅森曼（Leonard Rosenman）、彌敦·史葛（Nathan Scott）、弗雷迪·斯坦勒（Fred Steiner）、彌敦·范·克萊夫（Nathan Van Cleave）和弗蘭茨·瓦克斯曼。
- CBS 電視的會議音樂家霍華德·羅伯茨（Howard Roberts）。
- 前衛作曲家馬呂斯·康斯坦（Marius Constant）編寫著名的第二季片頭音樂。
- 美國搖滾樂隊感恩至死（The Grateful Dead）演奏1985年再生系列的主題音樂。
- 美國新金屬樂隊Korn的喬納森·戴維斯（Jonathan Davis）為2002年再生系列製作主題音樂。

#### 電影
傑里·戈德史密斯為《迷離境界》1983年電影版創作音樂。

### 電台
從2002年開始，電台將早期的《迷離境界》劇集改編為廣播劇。斯泰西·基齊（Stacy Keach）扮演塞林的角色成為敘述者，並由 Falcon Picture Group 的卡爾·阿瑪里（Carl Amari）製作。每集都有當時的好萊塢明星，包括傑森·亞歷山大，布萊爾·安德伍德（Blair Underwood），小盧·戈斯特，米高·約克（Michael York），占姆·卡維澤，珍·茜摩爾，當·莊遜，辛·艾斯丁，盧克·佩里和其他人擔任主角。該系列從美國東岸到西岸，數百個電台及Sirius/XM衛星電台播出。官方網站有提供播放的列表及可供下載的集數，包括3個的免費劇集。

### 劇本
從2001年開始，Gauntlet Press開始出版收集所得的查爾斯·博蒙特（Charles Beaumont），李察·麥森和洛德·塞林所寫的《迷離境界》劇本原稿結集。一套十冊由塞林妻子卡露·塞林授權的所有92個塞林的劇本的限量版系列，於2004年開始年度出版。許多劇本包含塞林自己的手寫刪改，其中並且與所播放的版本有很大的分別。大多數冊數都包含某些劇本的另外一個版本。《怪物將在楓樹街》的劇本已經以戲劇的形式出版成為學生7年級的閱讀書列中。

### 舞台製作
在洛杉磯和西雅圖可以看到最早期劇集的劇院版製作，Schmeater劇院獲得塞林家族的許可，自1996年以來持續製作了一個深夜系列《迷離境界—現場》。
2009年，以印度金奈為基地的化妝舞會劇院團體製作了《反烏托邦》。此劇取材自《迷離境界》當中兩集，《被淘汰的人》和《五個角色正在找尋出口》。
2011年，宾夕法尼亚州立大学劇院團體的無退款劇院製作了《迷離境界》所改編的舞台劇。劇集包括《眼睛的旁觀者》、《午夜太陽》和《黑暗並不可怕》，由安東尼·艾巴爾沙（Anthony Arbaiza）執導。

### 主題公園
驚魂古塔是以《迷離境界》原先系列為賣點的主題公園遊戲設施，由華特迪士尼幻想工程設計。迪士尼原本在三個主題公園設置了驚魂古塔，包括佛羅里達州的迪士尼好萊塢夢工場、巴黎的華特迪士尼影城。迪士尼加州冒險樂園先前擁有同樣的設施，但正在改建成銀河護衛隊的特許經營為主題的設施。

### 廣播聯賣
《迷離境界》最早系列目前正在MeTV網絡和Syfy頻道播放，2002年的再生系列則在El Rey網絡播放。

## 類近作品
- 《午夜畫廊》（Night Gallery）
- 《超越一步》（One Step Beyond）
- 《外部界限》（The Outer Limits）
- 《黑鏡》（Black Mirror）
- 《驚悚》（Thriller）
- 《地球保衛戰》（Ultra Q）

## 資料來源
- Tommasini, Anthony. "A Composer Best Known for a Creepy TV Tune". The New York Times. Retrieved 28 April 2013.
- http://www.tvguide.com/news/tv-guide-magazine-60-best-series-1074962/ （页面存档备份，存于）
- Roush, Matt (February 25, 2013). "Showstoppers: The 60 Greatest Dramas of All Time". TV Guide. pp. 16-17.
- "The Twilight Zone DVD news: Official Season 1 Press Release". TVShowsOnDVD.com. Retrieved 2013-04-02.
- "Bryan Singer To Spearhead 'Twilight Zone' Series Reboot For CBS TV Studios". Deadline. 2012-12-19. Retrieved 2012-12-26.
- "Singer leads Twilight Zone reboot". 2012-12-20. Retrieved 2012-12-26.
- "Bryan Singer Developing New TV Version of The Twilight Zone". IGN. 2012-12-19. Retrieved 2012-12-26.
- "X-Men's' Bryan Singer Prepping 'Twilight Zone' Reboot". 2012-12-19. Retrieved 2012-12-26.
- "Bryan Singer Developing New 'Twilight Zone' Series For CBS". 2012-12-19. Retrieved 2012-12-26.
- "Bryan Singer Hoping for an A-list cast for his Twilight Zone show". Total Film. Future Publishing Limited. Retrieved August 29, 2013.
- Cornet, Roth. "What's Happening with Bryan Singer's Planned Twilight Zone Series Reboot?". Retrieved August 29, 2013.
- Plaugic, Lizzie (18 April 2016). "CBS's new Twilight Zone reboot will be a cross between a game and a movie". The Verge. Retrieved 1 November 2016.
- Kohler, Chris (18 April 2016). "BioShock Director Ken Levine's Next Stop? An Interactive Twilight Zone Movie". WIRED. Retrieved 1 November 2016.
- Siebalt, Joshua (2008-07-25). "DiCaprio Behind Another Twilight Zone". Dread Central. Retrieved 2008-07-25.
- Reynolds, Simon (2008-07-25). "DiCaprio eyes 'Twilight Zone' remake". Digital Spy. Retrieved 2008-07-25.
- Zeitchik, Steven (2008-07-25). "Leonardo DiCaprio eyes the 'Zone'". The Hollywood Reporter. Archived from the original on 2008-08-03. Retrieved 2008-07-25.
- "DiCaprio eyeing Twilight Zone remake". OneIndia. 2008-07-26. Retrieved 2008-07-28.
- "Leonardo DiCaprio eyeing Twilight Zone remake". 2008-07-25. Retrieved 2008-07-28.
- "Plot Description For The Twilight Zone Movie Revealed". cinemablend. 2012-11-02. Retrieved 2012-12-26.
- "Matt Reeves exits The Twilight Zone movie". Den of Geek. September 26, 2012. Retrieved May 15, 2013.
- 'Tron' Helmer Joseph Kosinski to Direct 'Twilight Zone' Film (Exclusive)
- ‘Twilight Zone’ Movie Gaining Momentum At Warner Bros. (EXCLUSIVE)
- "Twilight Zone board game". Board Game Geek.
- "Information about the upcoming Twilight Zone Game". The Twilight Zone Game. 2014-11-17. Retrieved 2014-12-18.
- Greenberger, Robert (2008-12-28). "Review: 'Twilight Zone' Graphic Novels". ComicMix. Retrieved 2009-01-06.
- "The Twilight Zone Tribute". American Music Preservation.
- Grow, Kory (29 March 2016). "Rush's Alex Lifeson on '2112': 'It Was Our Protest Album'". Rolling Stone. Retrieved 1 November 2016.
- "Play time, folks!". The Hindu. Chennai, India. 2009-09-02.
- MeTV Network Schedule http://metv.com/shows/ （页面存档备份，存于）